# Тольяттинский военный технический институт
Толья́ттинский вое́нный техни́ческий институ́т (ТВТИ) — высшее военное учебное заведение (ВВУЗ), существовавшее в городе Тольятти в период 1978—2010 годов, готовившее командный состав для военно-строительных частей и противопожарной службы СССР, а затем командный состав и военных инженеров (специалистов) для военно-строительных частей и противопожарной службы, а также инженерно-технических воинских формирований при федеральных органах исполнительной власти Российской Федерации.
В настоящее время на территории бывшего училища располагается 3-я отдельная гвардейская бригада специального назначения и Автозаводский районный военный комиссариат.

## История училища

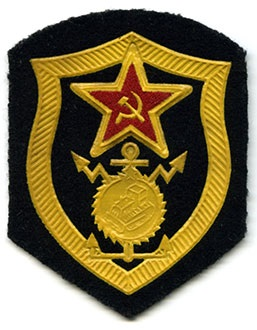
Нарукавный знак по роду службы курсантов, солдат, сержантов и прапорщиков ТВВСКУ до 1994 года.

Институт был создан 8 июня 1978 года в соответствии с Директивой Генерального штаба Вооружённых Сил СССР как филиал Камышинского высшего военного строительного командного училища (КВВСКУ), получив при создании наименование Тольяттинский филиал Камышинского высшего военного строительного командного училища (Тольяттинский филиал КВВСКУ). Срок обучения был установлен в 4 года.
Первый учебный год начался 30 августа 1978 года, учёба началась для 315 курсантов, сдававших вступительные экзамены в Пушкине — в Пушкинском высшем военном инженерном строительном училище, и в Камышине — в КВВСКУ.
Первый выпуск состоялся в июле 1982 года.
Одновременно с учёбой велось строительство военного городка института. После занятий студенты шли на стройплощадки, строили казармы, столовую, учебный корпус.
Основной стержень командования училищем составляли выпускники Камышинского высшего военного строительного командного училища, многие традиции, опыт несения караульной и внутренней службы были перенесены оттуда.
14 июня 1979 года на основании Постановления Совета министров СССР и Приказа Министра обороны СССР филиал был реорганизован в самостоятельное высшее учебное заведение Министерства обороны СССР — Тольяттинское высшее военное строительное командное училище (ТВВСКУ).
Позднее из Пушкина был передислоцирован военно-образовательный «куст» пожарно-технической специализации.

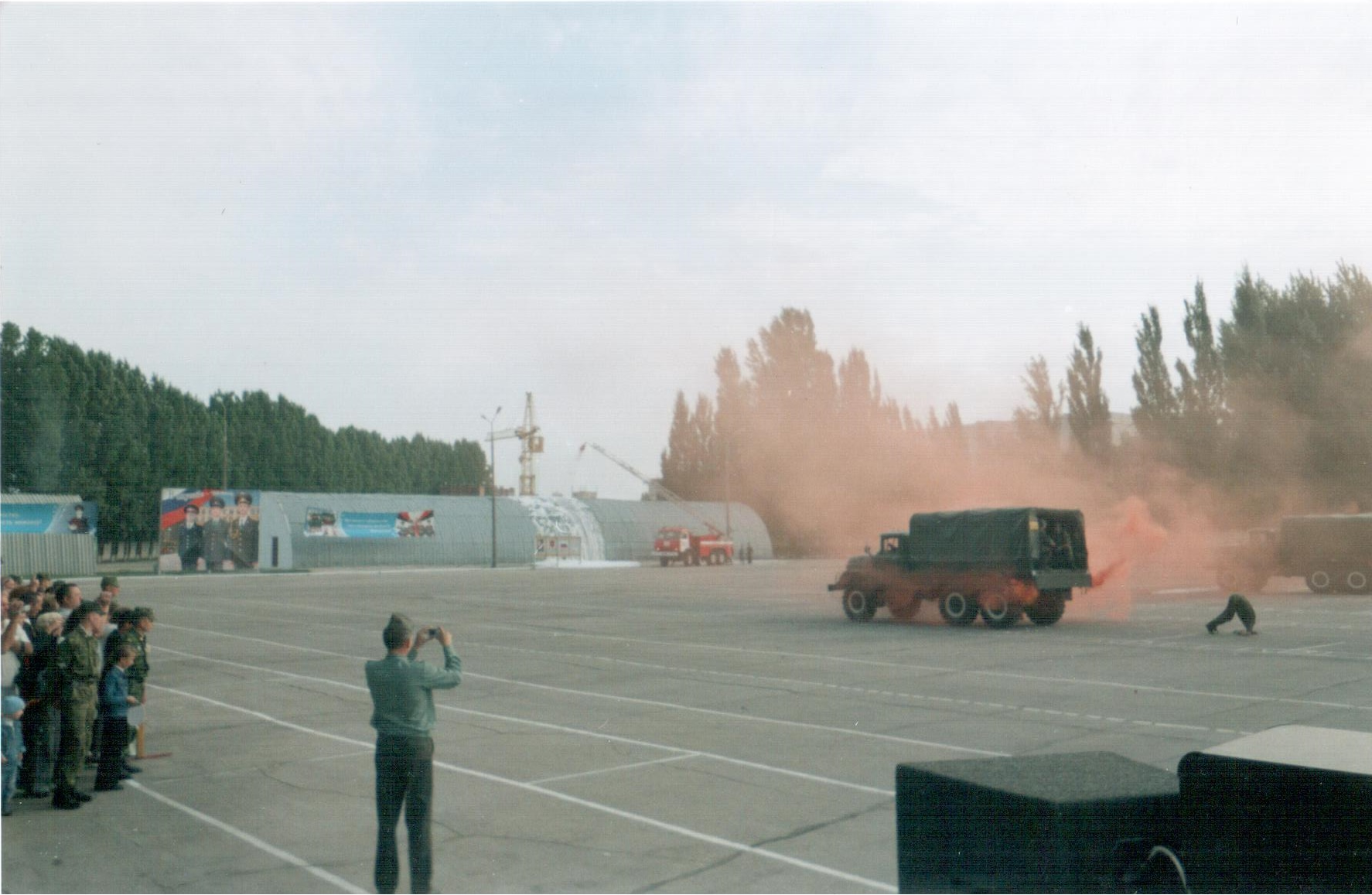
Показательные выступления курсантов, с применением техники и вооружения, в честь дня принятия военной присяги.

С 1994/1995 учебного года, на основании Постановления Совета Министров — Правительства Российской Федерации от 10 августа 1993 года № 767, училище было перепрофилировано в Тольяттинское высшее военное командно-инженерное строительное училище (ТВВКИСУ) со сроком обучения 5 лет.
В сентябре 1998 года на основании Постановления Правительства России от 29 августа 1998 года № 1009 произошла очередная реорганизация училища в филиал Военного инженерно-технического университета (Санкт-Петербург), после чего получило наименование Тольяттинский филиал Военного инженерно-технического университета (Тольяттинский филиал ВИТУ).
В 1997 году на территории Тольяттинского филиала ВИТУ был сформирован Военно-технический кадетский корпус (ВТКК) Минобороны России для обучения юношей в возрасте с 14 до 18 лет. Образовательный процесс в ВТКК осуществлялся в соответствии с общеобразовательной программой среднего (полного) образования с дополнительными программами, предусматривавшими раннюю профессиональную ориентацию учеников по военно-строительным специальностям. После окончания ВТКК более 80 % выпускников продолжали своё обучение в Тольяттинском филиале ВИТУ и его головном подразделении — в самом Военном инженерно-техническом университете.
12 ноября 2004 года на основании Директивы Генерального штаба Вооружённых Сил Российской Федерации, согласно Распоряжению Правительства Российской Федерации от 4 ноября 2004 года № 1404-р, училище вновь становится самостоятельным учебным заведением, получив наименование Тольяттинский военный технический институт (ТВТИ).
Спустя 4 года, согласно Распоряжению Правительства Российской Федерации от 24 декабря 2008 года № 1951-р, ВВУЗ вновь теряет статус самостоятельного высшего учебного заведения и присоединяется в качестве института к Военной академии тыла и транспорта имени генерала армии А. В. Хрулёва (ВАТТ), а затем, менее чем через год, в декабре 2009 года согласно Распоряжению Правительства России от 11 ноября 2009 года № 1695-р преобразовывается в филиал академии и получает наименование Тольяттинский военный технический институт (филиал) Военной академии тыла и транспорта имени генерала армии А. В. Хрулёва (ТВТИ ВАТТ).
20 июля 2010 года Приказом Министра обороны Российской Федерации А. Э. Сердюкова № 291 Тольяттинский военный технический институт (филиал) ВАТТ был ликвидирован. Примерно через год после расформирования ТВТИ был ликвидирован и располагавшийся на его территории Военно-технический кадетский корпус.
В общей сложности с 1978 по 2010 годы в ВВУЗе состоялись 29 выпусков лейтенантов. Институт окончили более 10 000 офицеров — более 9000 инженеров-строителей и около 1500 специалистов противопожарной безопасности.
Выпускники института принимали участие в боевых действиях Первой и Второй чеченских войн. В их числе есть и сыновья преподавателей института, так и не вернувшиеся с войны.
С 2010 года на территории института базируется 3-я отдельная гвардейская бригада спецназа ГУ ГШ ВС РФ (3 обрСпН) и Автозаводский РВК.

## Образовательная программа

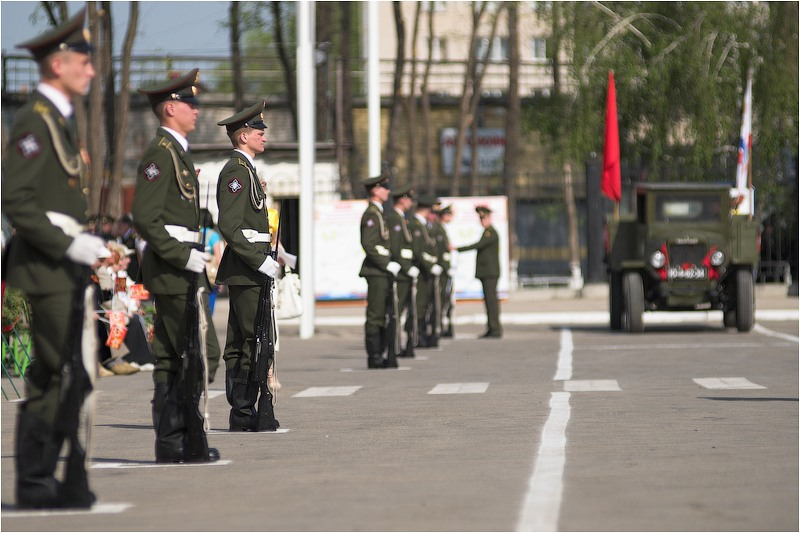
Курсанты на Параде в честь Дня Победы.

ВВУЗ на протяжении своего существования готовил офицеров инженеров с высшим военно-специальным образованием, а также гражданских специалистов.
Обучение велось по двум направлениям:
- строительство,
- безопасность жизнедеятельности;

и трём специальностям:
- промышленное и гражданское строительство,
- городское строительство и хозяйство,
- пожарная безопасность.

Число студентов очной формы обучения в норме составляло 1014 человека.
Задачи института, определённые перед ним Министерством обороны, были следующие:
- подготовка и переподготовка офицеров с высшим профессиональным образованием;
- военная (специальная) подготовка должностных лиц федеральных органов исполнительной власти, субъектов Российской Федерации и органов местного самоуправления, деятельность которых связана с решением мобилизационных и оборонных вопросов, а также задач по обеспечению безопасности Российской Федерации;
- организация и проведение прикладных научных исследований, направленных на решение проблем укрепления обороноспособности страны и совершенствование профессионального образования военнослужащих;
- выполнение функции научного и учебно-методического центра в области своей деятельности;
- оказание помощи войскам в организации и ведении учебно-методической и военно-научной работы по инженерному профилю.

Гражданские специалисты обучались на платной основе на факультете гражданских инженеров. Курсантам по выпуску присваивалось воинское звание «лейтенант» и квалификация «инженер».
Послевузовское образование было представлено двумя программами адъюнктуры: «Пожарная и промышленная безопасность» и «Военно-строительные комплексы и конструкции».

### Промышленное и гражданское строительство
Выпускники специальности «Промышленное и гражданское строительство» получали либо одноимённую гражданскую специальность, либо военную — «Строительство и техническая эксплуатация зданий и сооружений». Выпускники подготавливались для замещения первичных командных или инженерных воинских должностей, в зависимости от направления подготовки, в войсковых частях и иных военных организациях Министерства обороны Российской Федерации, или других федеральных органов исполнительной власти, где действующим законодательством была предусмотрена военная служба:
- заместитель командира роты, выполняющей строительно-монтажные или ремонтные работы;
- заместитель командира роты по воспитательной работе;
- производитель работ;
- инженер квартирно-эксплуатационной части;
- инженер квартирно-эксплуатационной службы.

В дальнейшем, с продвижением по службе, выпускники института без переподготовки могли занимать следующие должности:
- командир роты военно-строительной части;
- начальник штаба (заместитель командира) военно-строительной части;
- заместитель командира военно-строительной части по воспитательной работе;
- командир военно-строительной части;
- начальник строительно-монтажного участка;
- начальник отдела управления начальника работ;
- главный инженер управления начальника работ;
- главный инженер квартирно-эксплутационной части;
- начальник квартирно-эксплутационной части (службы).

### Пожарная безопасность
Специальность «Пожарная безопасность» также звучала по-разному для гражданских («Гражданская пожарная безопасность») и военных («Организация противопожарной охраны») выпускников. Специалисты с данной специальностью подготавливались для замещения воинских должностей в войсковых частях и иных военных организациях Министерства обороны Российской Федерации, или других федеральных органов исполнительной власти, где действующим законодательством была предусмотрена военная служба:
- командир пожарного взвода;
- начальник военной команды противопожарной защиты и спасательных работ — начальник службы противопожарной защиты и спасательных работ войсковой части (гарнизона);
- начальник службы противопожарной защиты и спасательных работ соединения.

В дальнейшем, без повышения квалификации они могли дослужиться до следующих должностей:
- инспектор противопожарной защиты и спасательных работ района;
- начальник службы противопожарной защиты и спасательных работ района;
- начальник службы противопожарной защиты и спасательных работ объединения.

Сфера профессиональной деятельности: анализ состояния защищенности личного состава Вооруженных Сил Российской Федерации, имущества, вооружения, военной техники, объектов строительства в Министерства обороны Российской Федерации от пожаров, в том числе освоение средств, приемов, способов и методов, обеспечивающих исключение возможности развития пожара, воздействия на личный состав его опасных факторов; ликвидация возгораний и пожаров, возникающих на объектах Министерства обороны Российской Федерации; экспертиза проектов и объектов Министерства обороны на предмет устойчивости к возникновению пожара и защищенности личного состава от его опасных факторов.
Объекты профессиональной деятельности выпускников: пожары на военных объектах и сопутствующие им процессы и явления; средства и технологии предупреждения и тушения пожаров на военных объектах; нормативно-правовая база, регулирующая отношения в области противопожарной защиты военных объектов.

## Начальники института
- 1978—1984 — генерал-майор А. И. Сержанов;
- 1984—1987 — генерал-майор Б. П. Сорокин;
- 1987—1994 — генерал-майор А. В. Кусков;
- 1994—2002 — генерал-майор В. П. Иванов;
- 2002—2009 — генерал-майор М. П. Михайлин;
- 2009—2010 — полковник В. В. Крищук.